# Magnesiummangel
Als Magnesiummangel bezeichnet man einen Mangel an Magnesium im Körper mit Abnahme der Magnesiumkonzentration im Blut, in der Fachsprache auch Hypomagnesiämie genannt. Ein Magnesiummangel kann aus verschiedenen Gründen auftreten. Magnesium ist für den Menschen lebenswichtig. Es ist an vielen Stoffwechselvorgängen beteiligt.

## Ursachen für Magnesiummangel
Magnesiummangel entsteht durch zu geringe Aufnahme mit der Nahrung, durch verminderte Absorption im Darm oder durch zu intensive Ausscheidung über Nieren und Haut.
Zu den möglichen Ursachen eines Magnesiummangels gehören auch
- einseitige Kostformen (Diäten),
- zu geringe Nahrungszufuhr (insbesondere im Alter) oder
- erhöhter Bedarf infolge von Belastungen, Stress, Sport und Schwangerschaft.

Zu den möglichen Ursachen eines Magnesiummangels gehören aber auch genetische Ursachen, die den Aufnahmemechanismus (Magnesiumresorption) im Darm oder die Magnesium-Wiederaufnahme (Rückresorption) in der Niere beeinträchtigen (Familiäre Primäre Hypomagnesiämie) wie das Meier-Blumberg-Imahorn-Syndrom.
Zu den sekundären Ursachen gehören verschiedene Erkrankungen, die zu einer Verschlechterung der Magnesiumbilanz im Körper beitragen:
- Alkoholismus,
- chronische Darmerkrankungen (z. B. Zöliakie, Kurzdarmsyndrom, Malabsorptionssyndrom),
- chronische Nierenerkrankungen bzw. Nierenschädigung durch Gentamicin, Cisplatin, Ciclosporin,
- Diabetes.[1]

Auch verschiedene Medikamente führen zu Magnesiumverlusten (z. B. wassertreibende Mittel (Diuretika), Antibiotika, Chemotherapeutika, Digitalis und Protonenpumpenhemmer).
Magnesium ist zu 99 % intrazellulär lokalisiert. Das bedeutet, dass der gemessene Blutspiegel den Magnesium-Pool des Körpers nur unzureichend widerspiegelt, und erklärt, warum eine isolierte Blutspiegel-Messung einen Magnesiummangel oft weder beweisen noch widerlegen kann (es sei denn, es liegt ein klinisch sofort behandlungsbedürftiger Fall vor, bei dem die Körperspeicher aufgebraucht sind, etwa durch langandauernde extreme Fehlernährung oder Alkoholismus).
Eine unzureichende Vitamin D-Versorgung hemmt die Bildung einer renalen Rückkopplungsschleife zur Aufrechterhaltung der Magnesium-Homöostase in den Körperzellen.

## Auswirkungen von Magnesiummangel
Magnesiummangel verursacht aufgrund der zahlreichen Körperfunktionen des Magnesiums meist mehrere Symptome gleichzeitig, so dass man von einem Magnesiummangelsyndrom (auch als Hypomagnesiämiesyndrom bezeichnet) spricht. Zu den vielschichtigen Symptomen zählen:
- Muskelkrämpfe (u. a. Wadenkrämpfe, Krämpfe der Kaumuskulatur)
- Muskelzucken (Benigne Faszikulation, z. B. Lidzucken)
- Reizbarkeit
- Müdigkeit
- rasche Erschöpfbarkeit
- innere Unruhe
- kalte Füße
- Kopfschmerzen
- Mattigkeit/Energielosigkeit
- Geräuschempfindlichkeit
- Grübeleien
- Verwirrtheit
- Taubheitsgefühl in den Händen und Füßen
- übermäßiges Schlafbedürfnis
- Herzklopfen, Herzjagen
- Schwächegefühl
- Schulter-, Nacken- und Rückenschmerzen
- Durchblutungsstörungen

Magnesiummangel bzw. das tetanische Syndrom (die Magnesiummangeltetanie) ist eine sehr ernstzunehmende Erkrankung. Die Erscheinungsformen des tetanischen Syndroms ändern sich mit dem Alter:

### Säuglings- und Kleinkindalter
Im Säuglings- und Kleinkindalter finden sich Geburtskomplikationen, leichte Gedeihstörungen, Infektanfälligkeit, erhöhte Krampfbereitschaft (Zahn- und Fieberkrämpfe) sowie eine verspätete Zahnung.

### Schulkindalter
Im Schulkindalter sind Konzentrations- und Schlafstörungen, Nervosität, Bauch- und Kopfschmerzen, Kollapszustände, circa ab dem 10. Lebensjahr Muskelkrämpfe, circa ab dem 15. Lebensjahr Beklemmungsgefühle und Luftnot Erscheinungen des Magnesiummangels. Mädchen haben oft eine verspätet einsetzende Regelblutung und Regelschmerzen (Menstruationsbeschwerden); mitunter ist auch die Zyklusdauer verändert.

### Erwachsenenalter
Im Erwachsenenalter treten rasche Erschöpfbarkeit, erhöhtes Schlafbedürfnis, Ängste, Depressionen, Muskelkrämpfe (in der Wadenmuskulatur, in den Gefäß- und Eingeweidemuskeln), Kopfschmerzen, Migräne (diffuse und/oder migräneartige Kopfschmerzen sind die Regel), unklare Oberbauchbeschwerden und Koliken auf. Ab circa dem 30. Lebensjahr kommen typische tetanische Verkrampfungen (Pfötchenstellung) und ab circa dem 40. Lebensjahr auch neurologische Ausfälle, sogenannte transitorische ischämische Attacken (TIAs), die zur zeitweiligen Sauerstoffunterversorgung des Gehirns führen, hinzu.
Die Muskelschwäche ist für die Patienten häufig viel belastender als die Muskelkrämpfe. Der klassische tetanische Anfall, d. h. die anhaltende Verkrampfung des Körpers einschließlich der Lippenmuskulatur („Karpfenmaul“), kommt höchstens bei 20 % der Patienten vor.
Frauen neigen zu Schwangerschaftskomplikationen wie Erbrechen, Ödemen, Harneiweiß, Bluthochdruck (Präeklampsie und Eklampsie) und Fehlgeburten.

### ADS / ADHS und Magnesiummangel
ADS (siehe auch: Aufmerksamkeitsdefizit-/Hyperaktivitätsstörung) und Magnesiummangel haben teilweise eine überlappende Symptomatik. Bei der Diagnose ADS und einem nachgewiesenen Magnesiummangel kann eine Therapie mit Magnesium die Symptome des ADS verbessern.

### Schlaganfall und Magnesiummangel
In einer Metaanalyse, in die sieben prospektive Studien mit insgesamt 241.378 Teilnehmern einbezogen wurden, zeigte sich ein knapp statistisch signifikanter Zusammenhang zwischen Magnesium-Aufnahme und ischämischem Schlaganfall. Das relative Risiko sank bei täglicher Aufnahme von 100 mg Magnesium um 8 Prozent. Bei Hirnblutungen (intrazerebrale Blutung und Subarachnoidalblutung) bestand dieser Zusammenhang nicht.

## Häufigkeit von Magnesiummangel
Ernährungsstudien zufolge ist bei 10 bis 20 % der Bevölkerung von latentem Magnesiummangel auszugehen. Stehen dem gesunden Körper seine Regulationsmechanismen voll zur Verfügung, kann der Darm sehr effektiv Magnesium absorbieren und die Niere extrem effektiv Magnesium resorbieren, sodass die Magnesiumbilanz gerade noch ausbalanciert wird.
Im Unterschied hierzu haben ca. 20 % der Patienten auf Intensivstationen einen zu geringen Magnesiumwert im Blutspiegel (eine sogenannte Hypomagnesiämie). Auch bei Jugendlichen findet sich in 11 % der Fälle eine Hypomagnesiämie. Bezogen auf die Besucher einer Allgemeinarztpraxis liegt die Quote bei ca. 7 %.
Ein genetisch bedingter Magnesiummangel kommt schätzungsweise bei 0,1 bis 1 % der Bevölkerung vor. In diesen Fällen sind die körpereigenen Regulationsmechanismen nicht mehr oder nur unzureichend in der Lage, ausgleichend zu wirken. Daher muss die Magnesiumzufuhr erheblich gesteigert werden, wozu magnesiumhaltige Nahrungsergänzungsmittel oder magnesiumhaltige Arzneimittel (600 bis 1200 mg pro Tag) Anwendung finden können.

## Prophylaxe und Behandlung
In der Regel wird das Magnesiummangelsyndrom, das tetanische Syndrom beziehungsweise der Magnesiummangel durch einen Arzt festgestellt. Magnesiummangel kann durch eine ausgewogene Ernährung vorgebeugt werden. Da jedoch zum Beispiel Leistungssportler Magnesium verstärkt ausscheiden, kann eine zusätzliche Zufuhr „über die regulär empfohlenen 350 mg pro Tag hinaus“ sinnvoll sein. Muskelkrämpfe sind jedoch nicht zwangsläufig auf Elektrolytmangel (siehe auch Kaliummangel) zurückzuführen; sie können ebenso die Folge einer Fehlbelastung sein, zumal auch Taurin in funktioneller Synergie mit Magnesium eine Rolle spielt.

## Veterinärmedizin
Beim Rind führt fütterungsbedingter Magnesiummangel zum Krankheitsbild der Weidetetanie.

## Botanik
Bei Pflanzen kommt es durch einen Magnesiummangel zur Chlorose.